# Liste des sites classés et inscrits de l'Aube

Le département de l'Aube en rouge sur la carte

La liste des sites classés de l'Aube présente les sites naturels classés du département de l's Aube.

## Liste
Les critères sur lesquels les sites ont été sélectionnés sont désignés par des lettres, comme suit :
- TC : Tout critère
- A : Artistique
- P : Pittoresque
- S : Scientifique
- H : Historique
- L : Légendaire

| Commune             | Site classé | Description | Date du classement         | Critère de classement | Géolocalisation | Superficie(ha) | Autres labels | Illustration |
| ------------------- | --- | ----------- | -------------------------- | --------------------- | --------------- | -------------- | ------------- | ------------ |
| Bérulle             | Le site de la chapelle Sainte-Reine et ses abords, compris dans la parcelle 7 section D, lieu-dit Chaufour, constitué par la chapelle et le parc naturel |             | arrêté du 5 septembre 1936 | TC                    |                 |                |               |              |
| La Motte-Tilly      | L'ensemble formé par l'allée de peupliers du château de La Motte-Tilly                                                                                   |             | arrêté du 10 décembre 1969 | P                     |                 |                |               |              |
| Troyes              | L'ensemble formé par le monastère de la Visitation |             | arrêté du 13 mars 1984     | H                     |                 |                |               |              |
| Ville-sous-la-Ferté | Le site dénommé Fontaine Saint-Bernard, dans la forêt communale de Ville-sous-la-Ferté, au lieu-dit Bois Communaux parcelle 147 section A du cadastre    |             | arrêté du 21 juin 1928     | TC                    |                 |                |               |              |